# Boniniet
Boniniet is een uitvloeiingsgesteente dat sterk is aangerijkt in magnesium-oxide (~12%). Verder bevat het veel kwarts (ongeveer 58%) en chroom-houdende mineralen. 

## Eigenschappen
Een stollingsgesteente als boniniet, dat minder MgO bevat, wordt andesiet genoemd. Boniniet is een zeer zeldzaam stollingsgesteente, dat zijn naam ontleent aan de Bonin-eilanden. Deze eilandboog ten zuiden van Japan kent vulkanisme waarbij boninieten ontstaan.